# Station Hohenstein-Ernstthal
Station Hohenstein-Ernstthal is een spoorwegstation in de Duitse gemeente Hohenstein-Ernstthal. Het station werd in 1858 geopend aan de spoorlijn Dresden - Werdau. 

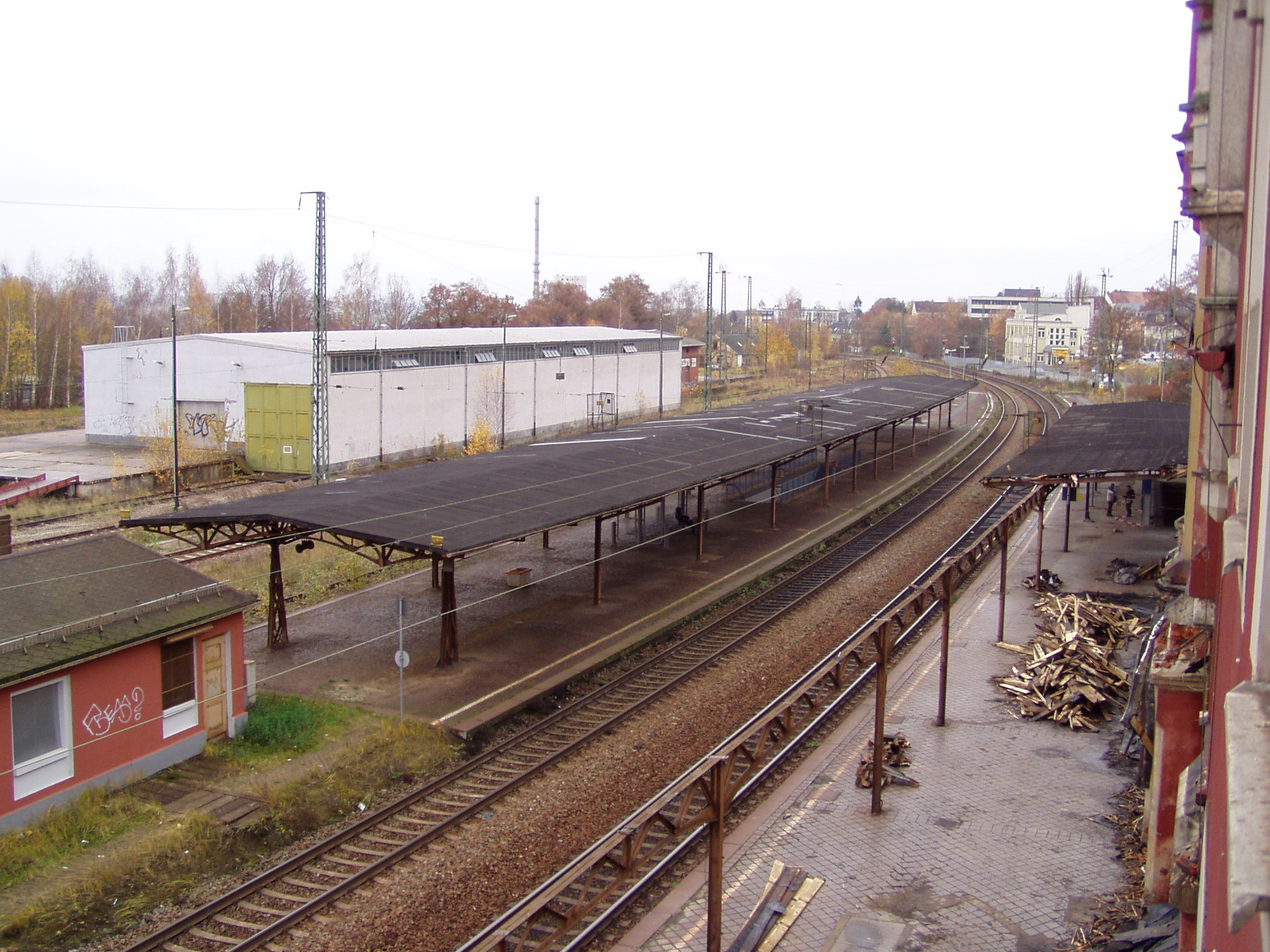
Station Hohenstein-Ernstthal 2007